# Су-47
Су-47 «Беркут» (по кодификации НАТО: Firkin «бочонок») — российский экспериментальный палубный истребитель, созданный в ОКБ им. Сухого (гл. конструктор — М. Погосян). Истребитель имеет крыло обратной стреловидности, в конструкции планера широко использовались композитные материалы.

## История создания

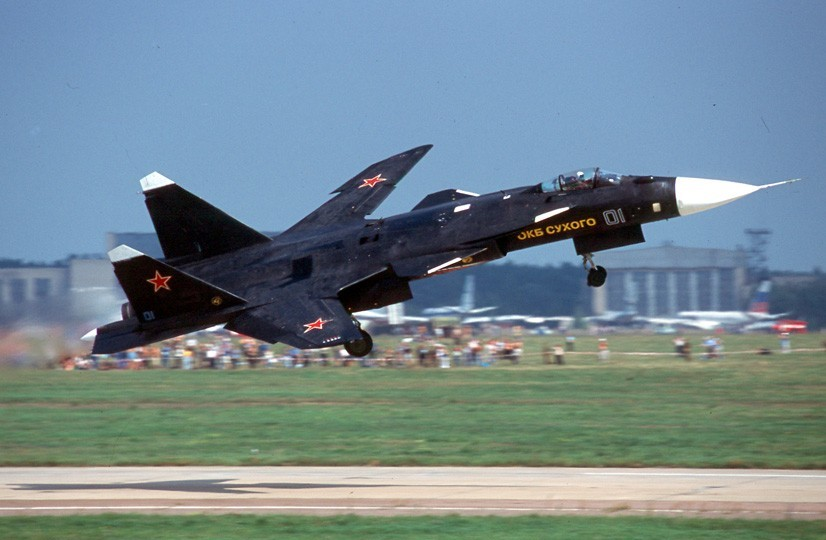
Су-47 на МАКС-2001

В конце 1970-х армия СССР стала нуждаться в самолёте нового поколения. Из требований, новый самолёт должен был:
- Развивать сверхзвуковую скорость на крейсерском режиме полёта;
- Вести всеракурсный обстрел воздушной цели в ближнем бою;
- Обладать малозаметностью для радаров;
- Иметь сверхманёвренный режим полёта.

ОКБ Сухого начал свой проект, подходящий под требования армии под обозначением «C-22».
Однако к началу разработки завершились испытания и началось внедрение в серию Су-27, так что необходимость в проекте отпала. Из-за этого ОКБ Сухого получило от Министерства авиационной промышленности СССР задание по созданию самолёта с крылом обратной стреловидности (КОС) в рамках отраслевой исследовательской программы с 1983 года (позднее закрыта в 1988 году). В результате совместной работы с ЦАГИ в течение первых пяти лет было проработано восемь вариантов аэродинамической компоновки новой машины, в ОКБ выбрали и уточнили основные параметры аэродинамической схемы; по одному из вариантов выполнили рабочее проектирование. В 1988 году по согласованию с ВВС было принято решение о полномасштабной разработке на базе выбранной схемы (несущий продольный триплан с КОС) экспериментального самолёта.
После этого главным конструктором по теме был назначен Михаил Погосян, и заказчиком проекта стал выступать ВМФ СССР, что и предопределило дальнейшее развитие проекта как перспективного самолёта для авианесущих крейсеров. Проект переименовали и назвали Су-27КМ (корабельный модифицированный).
Впоследствии, после распада СССР, а также кризиса в авиационной промышленности страны финансирование проекта прекратилось, и ОКБ Сухого продолжил разработку самолёта под кодовым обозначением «C-37». В связи с этим для самолёта не стали разрабатывать новые двигатели, а установили Д-30Ф6 (ранее использовались на МиГ-31).
Первый полёт самолёт совершил 25 сентября 1997 года. Впоследствии, дважды показывался на авиасалонах МАКС-1999 и МАКС-2001, где был переименован в «Су-47». Проект был остановлен в пользу Су-57; сейчас самолёт является экспериментальным.
В 2006—2007 гг. после модернизации грузоотсека самолёт был задействован в программе по созданию проекта истребителя Т-50 (в дальнейшем Су-57). Целью была проверка створок и внутреннего оснащения отсека на работоспособность в условиях реального полёта. Информация активно использовалась на окончательных этапах создания грузоотсеков перспективного истребителя Т-50.

## Конструкция
«Беркут» выполнен по аэродинамической схеме «продольный интегральный триплан» с крылом обратной стреловидности (КОС). Крыло плавно сопрягается с фюзеляжем, образуя единую несущую систему. К особенностям компоновки относятся развитые крыльевые наплывы, под которыми помещены нерегулируемые воздухозаборники двигателей, имеющие в сечении форму, близкую к сектору круга.
- Крыло имеет развитую корневую часть (порядка 75°) и угол сменной стреловидности (порядка 10°) по передней кромке и плавно сопрягаемую с ней консольную часть с обратной стреловидностью (по передней кромке — порядка 20° и 37 по задней). Сопряжение наплыва и консоли с прямой и обратной стреловидностями позволило улучшить обтекание в этой части планера. Конструкция крыла ввиду требованиям по жёсткости на 90 % состоит из композиционных материалов, оставшиеся элементы изготовлены из металла и используются в силовом наборе. Консольная часть крыла выполнена складной. Задняя поверхность крыла оснащена односекционным закрылком, занимающим более половины размаха, а также элеронами, передняя поверхность снабжена отклоняемым носком.[6]
- Фюзеляж — основные конструкционные материалы фюзеляжа алюминиевые, алюминиево-литивые и титановые сплавы и стали, композиционные материалы применены только для радиопрозрачных обтекателей антенн и несиловых деталей. Фюзеляж имеет овальное сечение, которое расширяется от водухозаборников. В фюзеляже предусмотрены отсеки для внутреннего размещения подвесного вооружения. В носовой части фюзеляжа размещена кабина лётчика, которая закрывается каплевидным фонарём. Кресло пилота установлено с углом наклона спинки в 30 градусов, что уменьшает воздействие на лётчика высоких перегрузок, характерных для манёвренного воздушного боя.[6]
- Переднее горизонтальное оперение (ПГО) — цельноповоротное, размахом около 3,5 м имеет трапециевидную форму. Угол его стреловидности по передней кромке — порядка + 50°, по задней кромке −16. ПГО крепится к передней части наплыва крыла и расположено в плоскости его хорд. ПГО служит для создания управляющих моментов по тангажу и крену, повышению общей подъёмной силы самолёта на взлёте и режимах маневрирования, снижения статической устойчивости самолёта для улучшения его манёвренности и повышения дальности полёта путём снижения балансировочного сопротивления, а также как тормозной щиток при посадке, при этом оно отклоняется на большой угол носком вниз.[6]
- Заднее горизонтальное оперение (ГО) относительно небольшой площади также выполнено цельноповоротным. На виде в плане ГО имеет сложную форму из двух трапеций с большой стреловидность по передней кромке и с малой отрицательной по задней. ГО крепится к задней кромке средней части крыла и расположено в плоскости его хорд. ГО служит для создания управляющих моментов по тангажу и крену, повышению общей подъёмной силы на взлёте и режимах маневрирования, а также как тормозной щиток при посадке, при этом оно отклоняется на большой угол носком вверх.[6]
- Вертикальное оперение (ВО) — двухкилевое. Каждая поверхность ВО состоит из киля и руля направления. Поверхности ВО трапециевидные. Кили имеют развал во внешнюю сторону, что в сочетании с уменьшенной площадью вертикального оперения, снижает радиолокационную заметность самолёта.[6]
- Шасси — трёхопорное с носовой опорой. Основные опоры шасси снабжены одним тормозным колесом низкого давления и убираются в ниши по бокам воздухосборников вперёд против потока. На носовой опоре шасси установлены два тормозных колёса низкого давления. Передняя опора шасси убирается в нишу в носовой части фюзеляжа вперёд против потока. На всех опорах шасси установлены демпферы колебаний и шлиц-шарниры. Конструкция опор шасси и их амортизаторов обеспечивает «баллистический взлёт» с коротким разбегом и посадку по крутой глиссаде с коротким пробегом. Шасси обеспечивает базирование на грунтовых аэродромах. Самолёт имеет тормозной парашют и тормозной гак, для использования на специально оборудованных наземных аэродромах с коротким ВВП с твёрдым покрытием.[6]
- Силовая установка — два турбореактивных двухконтурных двигателя с форсажной камерой (ТРДДФ) Д-30Ф6 мощностью 15500 кгс каждый. Двигатели размещены в хвостовой части фюзеляжа. Каналы воздухозаборников S-образные, закрывающие входные ступени компрессоров от прямого облучения радиолокационными станциями. Нерегулируемым воздухозаборники, расположены над крыльевыми наплывами, что обеспечивает базирование на грунтовых аэродромах с эффективной защитой от попадания посторонних предметов. На верхней поверхности фюзеляжа расположены две створки, служащие для дополнительного забора воздуха при маневрировании и взлётно-посадочных режимах. Запуск двигателя производится от вспомогательной силовой установки (ВСУ). На самолёте предусмотрена выдвижная штанга для дозаправки самолёта в полёте.[6]
- Система управления — все системы управления (самолётом, механизацией крыла, силовой установкой и шасси) объединены в комплекс связанный с прицельно-навигационно-пилотажным бортовым радиоэлектронным оборудованием. Все системы управления цифровые электродистанционные с многократным дублированием и гидромеханическим резервом и имеют встроенные системы контроля и регистрации состояния. Для управления самолётом применена боковая малоходовая ручка управления и тензометрический рычаг управления двигателем (РУД).[6]

Главным недостатком схемы крыла с обратной стреловидностью является эффект упругой дивергенции (скручивание с последующим разрушением). Это вынудило конструкторов серьёзно доработать первоначальный проект истребителя, что и привело в итоге к созданию С-37, получившего впоследствии обозначение Су-47 «Беркут».

### Материалы
Планер самолёта изготовлен с широким использованием композиционных материалов. Например, крыло самолёта изготовлено из композиционных материалов на основе углепластика на предприятии «ОНПП „Технология“».
Применение перспективных композитов обеспечивает повышение весовой отдачи на 20—25 %, ресурса — в 1,5—3,0 раза, коэффициента использования материалов до 0,85, снижение трудозатрат на изготовление деталей на 40—60 %, а также получение требуемых теплофизических и радиотехнических характеристик.

### Авионика
В проекте предполагалось, что на машине будет применено наиболее современное бортовое оборудование — цифровая многоканальная ЭДСУ (на первом самолёте — аналоговая), автоматизированная интегральная система управления, навигационный комплекс, в состав которого входит ИНС на лазерных гироскопах в сочетании со спутниковой навигацией и «цифровой картой», уже нашедшие применение на таких машинах, как Су-30МКИ, Су-34 и Су-27М. Планировалось оснащение интегрированной системой жизнеобеспечения и катапультирования экипажа нового поколения.
Для управления самолётом, как и на Су-37, применена боковая малоходовая ручка управления и тензометрический РУД (на первом самолёте центральная РУ).
Размещение и размеры антенн бортового радиоэлектронного оборудования свидетельствуют о стремлении конструкторов обеспечить круговой обзор. Помимо основной БРЛС, размещённой в носу под оребрянным обтекателем, истребитель имеет две антенны заднего обзора, установленные между крылом и соплами двигателей.

### Вооружение
Экземпляр Су-47 является экспериментальным и создавался для отработки схемы планера, компоновочных решений и материалов, поэтому вооружение не могло быть размещено без дополнительной модернизации самолёта. В ходе разработки Су-57, планер Су-47 был модернизирован и получил один бомбоотсек, опыт создания которого впоследствии был применён на Су-57.
В ходе разработки планировалось, что «главным калибром» истребителя, очевидно, станут управляемые ракеты средней дальности типа РВВ-АЕ, имеющие активную радиолокационную систему конечного самонаведения и оптимизированные для размещения в грузовых отсеках самолётов (они имеют крыло малого удлинения и складные решётчатые рули). ГосМКБ «Вымпел» объявило о проведении успешных лётных испытаний на Су-27 усовершенствованного варианта этой ракеты, оснащённой маршевым прямоточным воздушно-реактивным двигателем. Новая модификация обладает увеличенной дальностью и скоростью.
Важное значение в вооружении самолётов должны иметь и ракеты класса «воздух-воздух» малой дальности. На выставке МАКС-97 демонстрировалась новая ракета этого класса, К-74, созданная на базе УР Р-73 и отличающаяся от последней усовершенствованной системой теплового самонаведения, имеющей угол захвата цели, увеличенный с 80—90° до 120°. Применение новой тепловой головки самонаведения (ТГС) позволило также увеличить максимальную дальность поражения цели на 30 % (до 40 км).
Вероятно, в составе бортового вооружения перспективных истребителей будет сохранена и 30-миллиметровая пушка ГШ-30-1.
Планировалось, что как и другие отечественные многофункциональные самолёты — Су-30МКИ, Су-35 и Су-37, новые машины будут нести и ударное вооружение — высокоточные УР и КАБ класса «воздух-земля» для поражения наземных и надводных целей, а также РЛС противника.

## Тактико-технические характеристики

Эскиз Су-47

### Технические характеристики
- Экипаж: 1 человек
- Длина: 22,6 м
- Размах крыла: 16,7 м
- Высота: 6,4 м
- Площадь крыла: 56 м²
- Площадь ПГО: 5,7 м²
- Масса пустого: 19500 кг
- Нормальная взлётная масса: 26500 кг
- Максимальная взлётная масса: 38500 кг
- Масса топлива: 12000 кг

### Двигатель
- Тип двигателя: Турбореактивный двухконтурный с форсажной камерой
- Модель: Р-179-300 (для серийного самолёта), Д-30Ф6 (для опытного образца)
- Тяга:
  - максимальная: 2 × 12400 кгс (Р-179-300)
  - на форсаже: 2 × 17500 кгс (Р-179-300) 2 × 15500 (Д-30Ф6)

### Лётные характеристики
- Предельная скорость:
  - на высоте: 2500 км/ч (ограничена на 900 км/ч в связи с разрушающими нагрузками на крыло и центроплан)
  - у земли: 1550 км/ч
- Предельная бесфорсажная скорость: более 1200 км/ч (М=1)
- Дальность полёта:
  - Перегоночная (с 2 ПТБ): 5500 км
  - На дозвуковой скорости: 4000 км
  - На сверхзвуковой скорости: 1600 км
- Боевой радиус:
  - дозвуковой: 2000 км
  - сверхзвуковой: 800 км
- Продолжительность полёта: 6,5 ч
- Практический потолок: 20 000 м
- Длина разбега/пробега: 90 м (возможность взлёта по баллистической траектории[9])
- Нагрузка на крыло:
  - при максимальной взлётной массе: 624 кг/м²
  - при нормальной взлётной массе: 429 кг/м²
- Тяговооружённость:
  - при максимальной взлётной массе: 0,91 кгс/кг
  - при нормальной взлётной массе: 1,32 кгс/кг

### Вооружение
- Стрелково-пушечное:
  - 1 × 30 мм пушка ГШ-30-1
- Боевая нагрузка:
  - Нормальная: 1000 кг (4 × Р-77 + 4 × 9М100 (планировалось))
  - Максимальная: 8000 кг